# Ауді Шпортпарк
«Ауді Шпортпарк» (нім. Audi Sportpark) — футбольний стадіон у  місті Інгольштадт, Німеччина, домашня арена ФК «Інгольштадт 04». 
Стадіон побудований протягом 2009—2010 років та відкритий 24 липня 2010 року на місці колишнього заводу «BayernOil». Основним спонсором будівництва арени була компанія «Audi», яка і є її власником. Арена має потужність 15 800 глядачів, з яких 9 800 місць є сидячими, 6 000 — стоячими. Конструкція стадіону передбачає його розширення до 30 000 місць. 
У ході підготовки будівництва стадіону між компаніями «BayernOil» та «Audi» виникли протиріччя, зумовлені земельним питанням. Цьому передувала передача муніципалітетом Інгольштадта земельної ділянки колишнього заводу під будівництво нового стадіону компанії «Audi». «BayernOil» після демонтажу підприємства була зобов'язана провести рекультивацію та очищення території від наслідків його діяльності, однак до моменту її прийняття у власність міста, роботи ще не були завершенні. Передача ж земельної ділянки одній комерційній компанії не надавала права на проведення робіт іншою. Однак компанії та муніципалітет домовилися про те, що спорудження стадіону розпочнеться після того, як «BayernOil» здійснить роботи з рекультивації території. Тому будівництво арени розпочалося на рік пізніше, ніж планувалося.
Арену також називають «ФК «Інгольштадт 04» Арена», тобто домашній стадіон ФК «Інгольштадт 04».